# Chi Cassiopeiae
Chi Cassiopeiae (χ Cassiopeiae , förkortat Chi Cas, χ Cas) som är stjärnans Bayerbeteckning, är en ensam stjärna belägen i den sydöstra delen av stjärnbilden Cassiopeja. Den har en skenbar magnitud på 4,7 och är svagt synlig för blotta ögat. Baserat på parallaxmätning inom Hipparcosuppdraget på ca 15,7 mas, beräknas den befinna sig på ett avstånd av ca 208 ljusår (64 parsek) från solen. På det beräknade avståndet minskar den skenbara magnituden med 0,18 beroende skymning av interstellärt stoft.

## Egenskaper
Chi Cassiopeiae är en orange till röd jättestjärna av spektralklass G9 IIIb. Den har en massa som är ungefär dubbelt så stor som solens massa och en radie som har expanderat till 11 gånger solens radie. Den utsänder från dess fotosfär 67,6 gånger mer energi än solen vid en effektiv temperatur på 4 746 K. Den har en uppskattad ålder på en miljard år och genererar energi genom fusion av helium i dess kärna.